# Haplocampa wagnelli
Haplocampa wagnelli és una espècie de diplurs, hexàpodes semblants a insectes que de vegades s'anomenen «dues cues», adaptada per viure en entorns subterranis. Aquesta espècie en concret es va descobrir el juny del 2018 vivint a les profunditats de dues coves de l'illa de Vancouver, al Canadà. Al setembre de 2019, el nombre total de coves conegudes que els acollia era de 7.